# قرش عظيم الفم
القرش عظيم الفم[بحاجة لمصدر] (بالإنجليزية: Megamouth shark) أو أحد الثلاثة أنواع المعروفة بسمك القرش التي تتغذى على الكائنات الحية الصغيرة. اكتشف القرش عظيم الفم في عام 1976 وينتمي إلى عائلة تسمى «القروش عظيمة الفم».
لم يشاهد منه سوى 25 سمكة حتى عام 2004 ولم تدرس منها إلا عدد قليل، حيث يعرف القليل عن شكله ومحيط معيشته وسلوكه. بلغ أطول قرش عظيم الفم 5.60 متر والجنس أنثى، حيث نطرها البحر على شاطئ «إيشيهارا» في بحر اليابان - يوم 19 أبريل 2004 - ميتةً. كما اصطاد صيادون من سومطرة أصغر سمكة عثر عليها من هذا النوع في 13 مارس 2004 وكانت ذكرا يبلغ طوله 1.77 متر.
شوهدت القروش عظيمة الفم في المحيط الأطلسي وفي المحيط الهادئ وفي شرق المحيط الهندي. وشوهد معظمها عند ساحل كاليفورنيا وحول الجزر اليابانية، مما يرجح انتشار القرش عظيم الفم في المناطق الدافئة من محيطات العالم.

## صفته

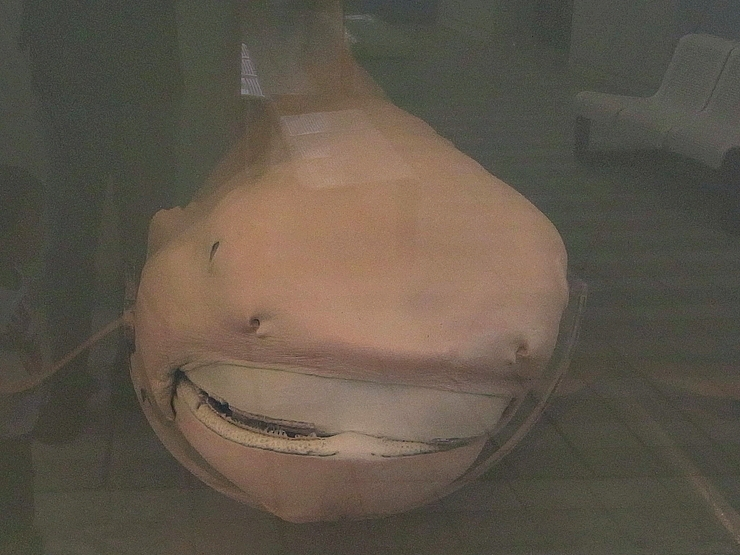
رأس قرش عظيم الفم

من أهم أوصافه الفم العظيم الذي ينتسب إليه اسمه. رأسه مستديرة وفمه قصير ولكنه واسع عظيم. يميل لون ظهره إلى البني الغامق أما بطنه فبيضاء فاتحة اللون. له زعنفتين على الظهر وذيله ليس متناظر.

## أماكن وجوده
يوجد قرش عظيم الفم في المياه الدافئة في معظم محيطات العالم. وقد شوهد بالفعل في بحر اليابان وفي شرق المحيط الهندي وأمام ساحل كاليفورنيا على المحيط الهادئ.